# Potočilo
Potočilo este un sat din comuna Danilovgrad, Muntenegru. Conform datelor de la recensământul din 2003, localitatea are 34 de locuitori (la recensământul din 1991 erau 19 locuitori).

## Demografie
În satul Potočilo locuiesc 30 de persoane adulte, iar vârsta medie a populației este de 51,0 de ani (55,2 la bărbați și 47,8 la femei). În localitate sunt 15 gospodării, iar numărul mediu de membri în gospodărie este de 2,27.
Populația localității este foarte eterogenă.
|  |

| Demografie | Demografie | Demografie |
| An         | Locuitori  | Locuitori  |
| ---------- | ---------- | ---------- |
|            |            |            |
|            |            |            |
|            |            |            |
|            |            |            |
| 1948       | 103        |            |
| 1953       | 111        |            |
| 1961       | 73         |            |
| 1971       | 63         |            |
| 1981       | 27         |            |
| 1991       | 19         | 19         |
| 2003       | 38         | 34         |

| \| Componența etnică conform recensământului din 2003[2] \| Componența etnică conform recensământului din 2003[2] \| Componența etnică conform recensământului din 2003[2] \| Componența etnică conform recensământului din 2003[2] \| Componența etnică conform recensământului din 2003[2] \| \| ----------------------------------------------------- \| ----------------------------------------------------- \| ----------------------------------------------------- \| ----------------------------------------------------- \| ----------------------------------------------------- \| \| \| \| \| \| \| \| Muntenegreni \| Muntenegreni \| \| 22 \| 64,7% \| \| Sârbi \| Sârbi \| \| 7 \| 20,58% \| \| necunoscută \| necunoscută \| \| 0 \| 0% \| |              |  |    |        |
| Componența etnică conform recensământului din 2003 |              |  |    |        |
| |              |  |    |        |
| Muntenegreni | Muntenegreni |  | 22 | 64,7%  |
| Sârbi | Sârbi        |  | 7  | 20,58% |
| necunoscută | necunoscută  |  | 0  | 0%     |